# Heptathela helios
Espèce
Heptathela helios est une espèce d'araignées mésothèles de la famille des Liphistiidae.

## Distribution
Cette espèce est endémique d'Okinawa dans les îles Okinawa dans l'archipel Nansei au Japon,. Elle se rencontre dans le Nord de l'île.

## Description
Le mâle holotype mesure 12,77 mm.
Le mâle mesure 9,88 mm et les femelles de 11,70 à 14,45 mm.

## Systématique et taxinomie
Cette espèce a été décrite par Tanikawa et Miyashita en 2014.

## Publication originale
- Tanikawa & Miyashita, 2014 : « Discovery of a cryptic species of Heptathela from the northernmost part of Okinawajima Is., Southwest Japan, as revealed by mitochondrial and nuclear DNA. » Acta Arachnologica, vol. 63, no 2, p. 65-72.